# بوریکی
بوریکی (به بلغاری: Boriki) یک منطقهٔ مسکونی در بلغارستان است که در شهرستان گابروو واقع شده‌است.